# Ram Slam T20 Challenge 2012/13
Die Ram Slam T20 Challenge 2012/13 war die zehnte Saison der südafrikanischen Twenty20-Meisterschaft im Cricket und wurde von 15. Februar bis 7. April 2013 ausgetragen. Dabei nahmen die sechs Franchises an dem Turnier teil, die auch im First-Class Cricket in Südafrika aktiv sind. Sieger waren die Highveld Lions, die sich im Finale mit 30 Runs gegen die Titans durchsetzten.

## Format
Die sechs Mannschaften spielten in einer Gruppe gegen jedes andere Team jeweils zwei Mal. Der Gruppenerste qualifizierte sich direkt für das Finale, während der Gruppenzweite und -dritte zuvor ein Halbfinale austrugen, dessen Gewinner ebenfalls ins Finale einzog.

## Gruppenphase
Tabelle
Am Ende der Saison nahm die Tabelle die folgende gestalt an.
| Teams          | Sp. | S | N | U | R | A | BP | Punkte | NRR    |
| -------------- | --- | - | - | - | - | - | -- | ------ | ------ |
| Highveld Lions | 10  | 7 | 3 | 0 | 0 | 0 | 2  | 30     | +0.698 |
| Warriors       | 10  | 6 | 3 | 0 | 0 | 1 | 1  | 27     | +0.204 |
| Titans         | 10  | 6 | 3 | 0 | 0 | 1 | 0  | 26     | +0.148 |
| Knights        | 10  | 5 | 5 | 0 | 0 | 0 | 1  | 21     | −0.051 |
| Dolphins       | 10  | 2 | 6 | 0 | 0 | 2 | 0  | 12     | −0.783 |
| Cape Cobras    | 10  | 2 | 8 | 0 | 0 | 0 | 0  | 8      | −0.387 |

### Spiele
| 15. Februar Scorecard | Durban | Dolphins        | – | Titans |
|                       |        | Match abandoned |   |        |

| 17. Februar Scorecard | Kimberley | Knights 136-7 (20)                          | – | Warriors 128-2 (16.1/18) |
|                       |           | Warriors gewinnt mit 8 Wickets (D/L method) |   |                          |

| 17. Februar Scorecard | Potchefstroom | Cape Cobras 183-5 (20)               | – | Highveld Lions 185-1 (18.5) |
|                       |               | Highveld Lions gewinnt mit 9 Wickets |   |                             |

| 20. Februar Scorecard | Johannesburg | Titans 148-7 (20)                    | – | Highveld Lions 150-3 (18.5) |
|                       |              | Highveld Lions gewinnt mit 7 Wickets |   |                             |

| 22. Februar Scorecard | Paarl | Cape Cobras 171-4 (20)          | – | Knights 146-8 (20) |
|                       |       | Cape Cobras gewinnt mit 25 Runs |   |                    |

| 22. Februar Scorecard | Durban | Highveld Lions 129 (18.2)         | – | Dolphins 122-8 (20) |
|                       |        | Highveld Lions gewinnt mit 7 Runs |   |                     |

| 22. Februar Scorecard | Port Elizabeth | Warriors 120-8 (20)          | – | Titans 121-5 (18.1) |
|                       |                | Titans gewinnt mit 5 Wickets |   |                     |

| 24. Februar Scorecard | Potchefstroom | Highveld Lions 162-7 (20)          | – | Warriors 115 (18) |
|                       |               | Highveld Lions gewinnt mit 47 Runs |   |                   |

| 24. Februar Scorecard | Kapstadt | Dolphins 134-6 (20)               | – | Cape Cobras 137-1 (16.4) |
|                       |          | Cape Cobras gewinnt mit 9 Wickets |   |                          |

| 27. Februar Scorecard | Bloemfontein | Dolphins 131-5 (20)           | – | Knights 133-1 (15.3) |
|                       |              | Knights gewinnt mit 9 Wickets |   |                      |

| 28. Februar Scorecard | Benoni | Cape Cobras 116-4 (20)       | – | Titans 117-4 (18.4) |
|                       |        | Titans gewinnt mit 6 Wickets |   |                     |

| 2. März Scorecard | Johannesburg | Knights 125-9 (20)         | – | Highveld Lions 121-8 (20) |
|                   |              | Knights gewinnt mit 4 Runs |   |                           |

| 2. März Scorecard | East London | Dolphins 136-4 (20)            | – | Warriors 138-1 (17.3) |
|                   |             | Warriors gewinnt mit 9 Wickets |   |                       |

| 6. März Scorecard | Centurion | Knights 196-3 (20)         | – | Titans 188-8 (20) |
|                   |           | Knights gewinnt mit 8 Runs |   |                   |

| 6. März Scorecard | Port Elizabeth | Cape Cobras 129-7 (20)         | – | Warriors 130-4 (19.3) |
|                   |                | Warriors gewinnt mit 6 Wickets |   |                       |

| 8. März Scorecard | Kapstadt | Cape Cobras 117-6 (20)               | – | Highveld Lions 120-5 (18.2) |
|                   |          | Highveld Lions gewinnt mit 5 Wickets |   |                             |

| 8. März Scorecard | Durban | Dolphins 179-2 (20)          | – | Knights 165-6 (20) |
|                   |        | Dolphins gewinnt mit 14 Runs |   |                    |

| 8. März Scorecard | Benoni | Warriors 152-9 (20)          | – | Titans 140-6 (20) |
|                   |        | Warriors gewinnt mit 12 Runs |   |                   |

| 12. März Scorecard | Paarl | Titans 178-4 (20)         | – | Cape Cobras 171-4 (20) |
|                    |       | Titans gewinnt mit 7 Runs |   |                        |

| 12. März Scorecard | Kimberley | Knights 143-8 (20)                   | – | Highveld Lions 145-6 (20) |
|                    |           | Highveld Lions gewinnt mit 4 Wickets |   |                           |

| 14. März Scorecard | Durban | Dolphins 158-7 (20)          | – | Cape Cobras 136-7 (20) |
|                    |        | Dolphins gewinnt mit 22 Runs |   |                        |

| 14. März Scorecard | Port Elizabeth | Knights 114-4 (20)         | – | Warriors 108-7 (20) |
|                    |                | Knights gewinnt mit 6 Runs |   |                     |

| 19. März Scorecard | Centurion | Titans 178-5 (20)         | – | Highveld Lions 171-6 (20) |
|                    |           | Titans gewinnt mit 7 Runs |   |                           |

| 22. März Scorecard | Bloemfontein | Cape Cobras 140-7 (20)        | – | Knights 143-3 (19.4) |
|                    |              | Knights gewinnt mit 7 Wickets |   |                      |

| 22. März Scorecard | Centurion | Dolphins 143-5 (20)          | – | Titans 145-6 (18.5) |
|                    |           | Titans gewinnt mit 4 Wickets |   |                     |

| 22. März Scorecard | East London | Warriors 142-7 (20)         | – | Highveld Lions 138-6 (20) |
|                    |             | Warriors gewinnt mit 4 Runs |   |                           |

| 26. März Scorecard | Durban | Dolphins        | – | Warriors |
|                    |        | Match abandoned |   |          |

| 26. März Scorecard | Bloemfontein | Knights 132-7 (20)           | – | Titans 133-2 (19.2) |
|                    |              | Titans gewinnt mit 8 Wickets |   |                     |

| 28. März Scorecard | Kapstadt | Cape Cobras 128-5 (19/19)      | – | Warriors 130-2 (12.3/19) |
|                    |          | Warriors gewinnt mit 8 Wickets |   |                          |

| 28. März Scorecard | Johannesburg | Highveld Lions 195-4 (20)          | – | Dolphins 141-9 (20) |
|                    |              | Highveld Lions gewinnt mit 54 Runs |   |                     |

## Playoffs

### Halbfinale
| 3. April Scorecard | East London | Warriors 127-9 (20)          | – | Titans 130-6 (19.5) |
|                    |             | Titans gewinnt mit 4 Wickets |   |                     |

### Finale
| 7. April Scorecard | Johannesburg | Highveld Lions 155-5 (20)          | – | Titans 125 (18.1) |
|                    |              | Highveld Lions gewinnt mit 30 Runs |   |                   |